# Franz Leibl
 Franz Leibl (* 1957) ist ein deutscher Naturschützer und Ornithologe. Vom 1. Mai 2011 bis zum 1. August 2023 war er Leiter des Nationalparks Bayerischer Wald.

## Leben
Franz Leibl wuchs in der Nähe Straubings auf. Er studierte an der Universität Regensburg Biologie. Nach dem Studium promovierte er dort über Biodiversität auf Windwurfflächen im Nationalpark Bayerischer Wald. Anschließend wurde er bei der Regierung der Oberpfalz angestellt, bevor er 1998 Leiter der höheren Naturschutzbehörde der Regierung von Niederbayern in Landshut wurde. Seit diesem Jahr ist er ebenso Mitglied des Wissenschaftlichen Beirats des Landesbund für Vogelschutz in Bayern. Mitte September 2010 bestimmte das bayerische Umweltministerium Franz Leibl zum designierten Leiter des Nationalpark Bayerischer Wald. Nachdem sein Vorgänger Karl Friedrich Sinner am 30. April 2011 altersbedingt aus der Verwaltung ausschied, übernahm Leibl am darauf folgenden Tag die Leitung der Nationalparkverwaltung. Damit übernahm nach 41 Jahren des Bestehens zum ersten Mal ein in Niederbayern Geborener diesen Posten.

## Auszeichnungen
- Verdienstmedaille des Landesbund für Vogelschutz 2007[2]

## Schriften
- mit Alfred Reinsch und Wolfgang Stauber: Neuntöter: Vogel des Jahres 1985. DBV, Kornwestheim 1985, OCLC 74756317.
- mit Armin Vidal und Albrecht Klose: Die Vogelwelt der Stadt Regensburg. Naturwissenschaftlicher Verein, Regensburg 1986, OCLC 311717811.
- mit Elke Ohland: Der Große Arber, der König des Bayerischen Waldes. Naturpark Bayerischer Wald, Zwiesel 2006, DNB 1054180261.